# Juka
Juka (lat. Yucca) je rod grmlja i drveća, iz porodice Asparagaceae, srodna je agavi. 
Postoji 49 različitih priznatih vrsta juke. Sve dolaze na vrućim i suhim mjestima u Sjevernoj i Srednjoj Americi, kao i na Karibima.
Imaju vrlo poseban način oprašivanja. Oprašuje ih kukac jukin moljac. Također polaže svoja jaja na juku. Ličinke će jesti neke od sjemenki, ali ne sve.
U mnogim dijelovima svijeta, juka se uzgaja kao ukrasno cvijeće.
Korijen je bogat saponinima, te nije jestiv - jestive su cvjetne stapke, cvjetovi, te plodovi. Koristi se i kao ljekovita biljka. Korijen se može koristiti kao nadomjestak za sapun. Od vlakana listova se može raditi užad, tkanine, košarice, podmetače.

## Vrste
1. Yucca aloifolia L.
2. Yucca angustissima Engelm. ex Trel.
3. Yucca arkansana Trel.
4. Yucca baccata Torr.
5. Yucca baileyi Wooton & Standl.
6. Yucca brevifolia Engelm.
7. Yucca campestris McKelvey
8. Yucca capensis L.W.Lenz
9. Yucca carnerosana (Trel.) McKelvey
10. Yucca cernua E.L.Keith
11. Yucca coahuilensis Matuda & I.Piña
12. Yucca constricta Buckley
13. Yucca decipiens Trel.
14. Yucca declinata Laferr.
15. Yucca desmetiana Baker
16. Yucca elata (Engelm.) Engelm.
17. Yucca endlichiana Trel.
18. Yucca faxoniana Sarg.
19. Yucca feeanoukiae Hochstätter
20. Yucca filamentosa L.
21. Yucca filifera Chabaud
22. Yucca flaccida Haw.
23. Yucca gigantea Lem.
24. Yucca glauca Nutt.
25. Yucca gloriosa L.
26. Yucca grandiflora Gentry
27. Yucca harrimaniae Trel.
28. Yucca intermedia McKelvey
29. Yucca jaliscensis (Trel.) Trel.
30. Yucca lacandonica Gómez Pompa & J.Valdés
31. Yucca linearifolia Clary
32. Yucca luminosa ined.
33. Yucca madrensis Gentry
34. Yucca mixtecana García-Mend.
35. Yucca necopina Shinners
36. Yucca neomexicana Wooton & Standl.
37. Yucca pallida McKelvey
38. Yucca periculosa Baker
39. Yucca pinicola Zamudio
40. Yucca potosina Rzed.
41. Yucca queretaroensis Piña Luján
42. Yucca reverchonii Trel.
43. Yucca rostrata Engelm. ex Trel.
44. Yucca rupicola Scheele
45. Yucca schidigera Roezl ex Ortgies
46. Yucca × schottii Engelm.
47. Yucca sterilis (Neese & S.L.Welsh) S.L.Welsh & L.C.Higgins
48. Yucca tenuistyla Trel.
49. Yucca thompsoniana Trel.
50. Yucca treculeana Carrière
51. Yucca utahensis McKelvey
52. Yucca valida Brandegee

## Galerija
- Yucca aloifolia
- Yucca angustissima var. avia
- Yucca baccata
- Yucca baccata var. baccata
- Yucca baccata var. brevifolia
- Yucca brevifolia
- Yucca carnerosana
- Yucca cernua

## Vanjske poveznice
- PFAF Database Yucca gloriosa  Arhivirana inačica izvorne stranice od 4. prosinca 2017. (Wayback Machine)